# Milorad B. Protić
Milorad B. Protić (Beograd, 6. kolovoza 1911. – Beograd, 29. listopada 2001.), srpski astronom.
Otkrio je veći broj asteroida:
- 1517 Beograd, nazvan po Beogradu
- 1550 Tito, nazvan po Josipu Brozu
- 1554 Jugoslavija, nazvan po Jugoslaviji
- 1564 Srbija, nazvan po Srbiji
- 1675 Simonida; nazvan po kraljici Simonidi, ženi srpskog kralja Milutina
- 2244 Tesla, nazvan po Nikoli Tesli
- 2348 Mišković; nazvan po Vojislavu V. Miškoviću (1892. – 1976.), redovnom članu SANU

22278 Protić je nazvan po njemu, a 1724 Vladimir po njegovu unuku.